# HD6630
HD6630 — хімічно пекулярна зоря спектрального класу A4, що має видиму зоряну величину в смузі V приблизно  7,8.
Вона  розташована на відстані близько 470,0 світлових років від Сонця.